# Трояновський Ігор Олексійович
Ігор Олексійович Трояновський (нар. 9 серпня, 2002) — український плавець, рекордсмен України та чемпіон Європи серед юніорів.

## Дискваліфікація
У січні 2022 року стало відомо про відсторонення спорсмена з 29 липня 2021 року від змагань через порушення антидопінгових правил.

## Результати
| Рік  | Змагання                       | Місце проведення        | 50 м батерфляєм | 50 м батерфляєм | 100 м батерфляєм | 100 м батерфляєм | 200 м батерфляєм | 200 м батерфляєм |
| Рік  | Змагання                       | Місце проведення        | Час             | Місце           | Час              | Місце            | Час              | Місце            |
| ---- | ------------------------------ | ----------------------- | --------------- | --------------- | ---------------- | ---------------- | ---------------- | ---------------- |
| 2018 | Чемпіонат Європи серед юніорів | Гельсінкі, Фінляндія    | 24.93           | 23              | 53.67            | 8                | 2:01.41          | 11               |
| 2018 | Юнацькі Олімпійські ігри       | Буенос-Айрес, Аргентина | 24.33           | 10              | 52.73            | 5                | 2:01.80          | 10               |
| 2019 | Чемпіонат Європи серед юніорів | Казань, Росія           | 24.76           | 18              | 53.44            | 7                | 1:57.86          | 1                |
| 2019 | Чемпіонат світу серед юніорів  | Будапешт, Угорщина      | 24.03           | 9               | 52.83            | 9                | 1:59.63          | 12               |
| 2019 | Чемпіонат Європи (25 м)        | Глазго, Велика Британія | 23.17           | 21              | 51.70            | 26               | 1:54.76          | 16               |
| 2021 | Чемпіонат Європи               | Будапешт, Угорщина      |                 |                 | 52.63            | 28               | 1:56.96          | 11               |
| 2021 | Олімпійські ігри               | Токіо, Японія           |                 |                 | DNS              | DNS              | 1:58.37          | 29               |